# Tarphiomimus indentatus
Tarphiomimus indentatus is een keversoort uit de familie somberkevers (Zopheridae). De wetenschappelijke naam van de soort werd in 1873 gepubliceerd door Thomas Vernon Wollaston.